# Ислам Слимани
Ислам Слимани (арап. ‎إسلام سليماني‏‎; 18. јун 1988) алжирски је фудбалер који игра на позицији нападача и наступа за Андерлехт. Као репрезентативац Алжира дебитовао је 2012. године и до сада је у дресу Алжира постигао 39 голова на 83 утакмице.

## Клупска каријера
Слимани у мају 2009. долази у екипу Белоиздада из ЈСМ Чераге за 800,000 алжирских динара што је око 7,500 евра. У Белоиздаду се лепо снашао и у 30 утакмица постигао 8 голова. У мају 2011. Слимани постиже 4 гола на једној утакмици против Кабилије. У то време за њега се заинтересују француски клубови попут Ница. Ипак Слимани одлучује да продужи уговор са Белоиздадом. У августу 2013. ФК Спортинг купује Слиманија. У децембру 2013. Слимани добија награду за најбољег алжирског фудбалера.

## Статистика каријере

### Репрезентативна
Ажурирано 23. септембра 2022.
| Репрезентација | Година | Утакмице | Голови |
| -------------- | ------ | -------- | ------ |
| Алжир          | 2012.  | 6        | 5      |
| Алжир          | 2013.  | 12       | 5      |
| Алжир          | 2014.  | 13       | 4      |
| Алжир          | 2015.  | 11       | 7      |
| Алжир          | 2016.  | 5        | 3      |
| Алжир          | 2017.  | 9        | 3      |
| Алжир          | 2018.  | 4        | 0      |
| Алжир          | 2019.  | 9        | 3      |
| 2020.          | 0      | 0        |        |
| 2021.          | 10     | 9        |        |
| 2022.          | 12     | 3        |        |
| Укупно         | Укупно | 91       | 41     |

### Голови за репрезентацију
| #   | Датум            | Место                                     | Противник    | Скор | Резултат | Такмичење                            |
| --- | ---------------- | ----------------------------------------- | ------------ | ---- | -------- | ------------------------------------ |
| 1.  | 2. јуни 2012     | Стадион Мустафа Такер, Блида, Алжир       | Руанда       | 3–0  | 4–0      | 2014 квалификације Светско првентсво |
| 2.  | 10. јуни 2012    | Стадион ду-4 аут, Burkina Faso            | Мали         | 1–0  | 1–2      | 2014 квалификације Светско првентсво |
| 3.  | 15. јуни 2012    | Стадион Мустафа Такер, Блида, Алжир       | Гамбија      | 2–0  | 4–1      | 2013 квалификације Афрички Куп       |
| 4.  | 15. јуни 2012    | Стадион Мустафа Такер, Блида, Алжир       | Гамбија      | 3–1  | 4–1      | 2013 квалификације Афрички Куп       |
| 5.  | 14. октобар 2012 | Стадион Мустафа Такер,Блида, Алжир        | Либија       | 2–0  | 2–0      | 2013 квалификације Афрички Куп       |
| 6.  | 26. март 2013    | Стадион Мустафа Такер,Блида, Алжир        | Бенин        | 3–1  | 3–1      | 2014 квалификације Светско првентсво |
| 7.  | 2. јуни 2013     | Стадион Мустафа Такер,Блида, Алжир        | Буркина Фасо | 2–0  | 2–0      | Пријатељска утакмица                 |
| 8.  | 9. јуни 2013     | Стадион Чарлс де Гуиле, Порто-Ново, Бенин | Бенин        | 1–1  | 3–1      | 2014 квалификације Светско првентсво |
| 9.  | 9. јуни 2013     | Стадион Чарлс де Гуиле, Порто-Ново, Бенин | Бенин        | 2–1  | 3–1      | 2014 квалификације Светско првентсво |
| 10. | 31. мај 2014     | Стадион Турбилон, Сион, Швајцарска        | Јерменија    | 3–0  | 3–1      | Пријатељска утакмица                 |
| 11. | 22. јун 2014     | Естадио Беира-Рио, Порто Алегре, Бразил   | Јужна Кореја | 1–0  | 4–2      | Светско првенство у фудбалу 2014.    |
| 12. | 26. јун 2014     | Арена Баиксада, Куритиба, Бразил          | Русија       | 1–1  | 1–1      | Светско првенство у фудбалу 2014.    |
| 13. | 15. окт 2015     | Стададион Мустафе Такера,Блида,Алжир      | Малави       | 3–0  | 3–0      | Квалификације за Куп Нација 2015.    |
| 14. | 19. јан 2015     | Естадио де Монгомо                        | Јужна Африка | 3–1  | 3–1      | Куп Нација 2015.                     |
| 15. | 13. јун 2015     | Стадион Мустафе Такера,Блида,Алжир        | Сејшели      | 1–0  | 4–0      | Квалификације за Куп Нација 2017.    |

## Трофеји
Спортинг Лисабон
- Куп Португала (1) : 2014/15.
- Суперкуп Португала (1) : 2015.

Алжир
- Афрички куп нација (1) : 2019.